# Alex Toth
Alex Toth (* 25. Juni 1928 in New York; † 27. Mai 2006) war ein US-amerikanischer Comiczeichner.
Er begann seine zeichnerische Karriere Mitte der 1940er Jahre mit Arbeiten an den Serien Atom und Green Lantern. In den 1950er Jahren wechselte er zum Verlag Standard Comics, bei dem er Krimi- und Kriegscomics veröffentlichte. Nach Arbeiten für die Hanna-Barbera-Zeichentrickserien Friend, Space Ghost und Jonny Quest schuf er für Disney den Comicstrip Zorro.

## Werke
- 1981 Torpedo (mit Enrique Sánchez Abulí) (dt. 2006 bei Cross Cult)